# Apachahual
Apachahual är en ort i Mexiko.   Den ligger i kommunen Ixhuatlán de Madero och delstaten Veracruz, i den sydöstra delen av landet, 190 km nordost om huvudstaden Mexico City. Apachahual ligger 428 meter över havet och antalet invånare är 178.
Terrängen runt Apachahual är huvudsakligen kuperad, men åt sydost är den platt. Runt Apachahual är det ganska tätbefolkat, med 96 invånare per kvadratkilometer. Närmaste större samhälle är Benito Juárez, 16,7 km nordväst om Apachahual. Trakten runt Apachahual består till största delen av jordbruksmark.